# Aziatische kampioenschappen judo 2001
De Aziatische kampioenschappen judo van 2001 werden op 14 en 15 april 2001 gehouden in Ulaanbaatar, Mongolië. 

## Resultaten

### Mannen
| Gewichtsklasse | Goud                    | Zilver                   | Brons                                        |
| -------------- | ----------------------- | ------------------------ | -------------------------------------------- |
| – 60 kg        | Masoud Haji Akhondzadeh | Choi Min-ho              | Tatsuaki Egusa Dorjpalamyn Narmandakh        |
| – 66 kg        | Arash Miresmaeili       | Michihiro Omigawa        | Won Yong-choi Ryu Jung-suk                   |
| – 73 kg        | Masashi Nitta           | Kim Jae-hoon             | Khaliuny Boldbaatar Rauvan Inatillayev       |
| – 81 kg        | Choo Sung-hoon          | Damdinsürengiin Nyamkhüü | Mohammad Mehdi Zakeri Takashi Ono            |
| – 90 kg        | Park Sung-keun          | Alisher Boqiev           | Tsend-Ayuushiin Ochirbat Tadayoshi Takeshita |
| – 100 kg       | Tomokazu Inoue          | Lee Joon-hoon            | Abbas Fallah Dastan Primkulov                |
| + 100 kg       | Takumi Saruwatari       | Choi Sung-won            | Yeldos Ikhsangaliyev Ochiryn Odgerel         |
| Open klasse    | Kota Ueguchi            | Erkin Tuyakov            | Abbas Fallah Ochiryn Odgerel                 |

### Vrouwen
| Gewichtsklasse | Goud                    | Zilver           | Brons                                   |
| -------------- | ----------------------- | ---------------- | --------------------------------------- |
| – 48 kg        | Ri Kyong-ok             | Kang Sin-hye     | Erdenechimegiin Gereltuyaa Yu Ying-ying |
| – 52 kg        | Yuki Yokosawa           | Jang Jae-sim     | Roongtawa Jangdasing Sholpan Kaliyeva   |
| – 57 kg        | Khishigbatyn Erdenet-Od | Ri Myong-hwa     | Min Kyung-soon Mayumi Yamada            |
| – 63 kg        | Ayumi Tanimoto          | Nurgul Tagayeva  | Ji Kyong-sun Lim Jung-sook              |
| – 70 kg        | Haruko Kazato           | Je Min-jung      | Wang Hsiang-wen Olesya Nazarenko        |
| – 78 kg        | Cho Soo-hee             | Mizuho Matsuzaki | Nasiba Salayeva Sambuugiin Dashdulam    |
| + 78 kg        | Midori Shintani         | Choi Sook-ie     | Juan Hsin-yi Niet uitgereikt            |
| Open klasse    | Midori Shintani         | Choi Sook-ie     | Juan Hsin-yi Erdene-Ochiryn Dolgormaa   |

## Medaillespiegel
| Plaats | Land           | Goud | Zilver | Brons | Totaal |
| 1      | Japan          | 9    | 2      | 4     | 15     |
| 2      | Zuid-Korea     | 3    | 9      | 3     | 15     |
| 3      | Iran           | 2    | 0      | 3     | 5      |
| 4      | Mongolië       | 1    | 1      | 8     | 10     |
| 5      | Noord-Korea    | 1    | 1      | 2     | 4      |
| 6      | Kazachstan     | 0    | 2      | 4     | 6      |
| 7      | Tadzjikistan   | 0    | 1      | 0     | 1      |
| 8      | Chinees Taipei | 0    | 0      | 4     | 4      |
| 9      | Turkmenistan   | 0    | 0      | 2     | 2      |
| 10     | Thailand       | 0    | 0      | 1     | 1      |
| Totaal | Totaal         | 16   | 16     | 31    | 63     |